# Antōnīs Zempasiīs
Antōnīs Zempasiīs (in greco: Αντώνης Ζέμπασιης; 17 agosto 1968) è un ex calciatore cipriota, di ruolo centrocampista.

## Carriera
Ha rappresentato la sua Nazionale 11 volte tra il 1993 e il 1996.